# Municipio de Duplain
El municipio de Duplain (en inglés: Duplain Township) es un municipio ubicado en el condado de Clinton en el estado estadounidense de Míchigan. En el año 2010 tenía una población de 2363 habitantes y una densidad poblacional de 25,76 personas por km².

## Geografía
El municipio de Duplain se encuentra ubicado en las coordenadas 43°4′21″N 84°25′24″O / 43.07250, -84.42333. Según la Oficina del Censo de los Estados Unidos, el municipio tiene una superficie total de 91.72 km², de la cual 90,96 km² corresponden a tierra firme y (0,83 %) 0,76 km² es agua.

## Demografía
Según el censo de 2010, había 2363 personas residiendo en el municipio de Duplain. La densidad de población era de 25,76 hab./km². De los 2363 habitantes, el municipio de Duplain estaba compuesto por el 96,15 % blancos, el 0,51 % eran afroamericanos, el 0,3 % eran amerindios, el 0,13 % eran asiáticos, el 2,12 % eran de otras razas y el 0,8 % eran de una mezcla de razas. Del total de la población el 5,37 % eran hispanos o latinos de cualquier raza.